# Alice Develey
Alice Develey est une journaliste et écrivaine française.

## Biographie

### Enfance et formation
Alice Develey naît au début des années 1990. 
À 14 ans, elle est hospitalisée pendant quatre ans pour anorexie. 
Elle intègre ensuite une classe préparatoire. Si elle voulait en premier lieu devenir médecin, elle se passionne finalement pour la littérature et décide de suivre des études de journalisme.

### Carrière
Alice Develey est journaliste littéraire. Elle est chroniqueuse littéraire au Figaro,. Elle crée en 2016 la rubrique « La langue française » sur le site du Figaro.
En 2020, elle publie Les mots qui ont totalement changé de sens - Un mou énervé ! avec Jean Pruvost. 
Elle publie son premier roman, Tombée du ciel, en 2024, à l'âge de 32 ans. Elle met seulement un mois à l'écrire. Le livre traite de l'anorexie dont elle a elle-même souffert à l'adolescence. Il est sous la forme d'un journal intime d'une adolescente écrit dans l'urgence car la narratrice a prévu son suicide pour le lendemain. L'autrice y dénonce le fait que l'anorexie est mal comprise et que les traitements prescrits pour l'éradiquer sont inappropriés. Elle remporte le prix Première plume 2024,. Le prix du public pour la page 111 de son roman lui est également attribué. Elle obtient le prix Jean-Jacques Rousseau de l’autobiographie 2025. 
En août 2024, elle publie une nouvelle, Le sang des fleurs sauvages, dans le Figaro littéraire. 

### Roman
- Tombée du ciel, 2024 (Éditions de l'Iconoclaste)  (ISBN 9782378804534) Prix Jean-Jacques Rousseau de l’autobiographie 2025

### Ouvrage
- Les mots qui ont totalement changé de sens - Un mou énervé !, 2020, avec Jean Pruvost (Le Figaro Littéraire) (ISBN 9782810508884)